# 제4차 불전결집
제4차 불전결집은 카니슈카 대왕이 설일체유부의 협존자를 의장으로, 마명존자를 부의장으로 하여, 불교의 다양한 종파를 통합하여 불경을 편찬한 사업이다.

## 역사
카니슈카 대왕은 개인 구제에 치우친 소승불교에 대해 의문을 품었다. 그는 매일 스님 한 분을 모셔와 법을 청해 듣고, 스스로도 경론을 공부했다. 그런데 스님들 간의 가르치는 내용이 같지 않음을 깨닫고 협존자에게 그 연유를 물었다. 이를 통해 불교 교단 내에 여러 부파가 있고, 각 부파마다 교의를 달리 해석한다는 것을 알게 됐다. 왕은 협존자와 이에 대해 상의했다.
“현재 너무 많은 부파와 교의가 있어 불교를 신앙하는 사람들도 어느 것이 옳은 것인지 잘 모르고 있습니다. 나는 부처님께서 몇 번이고 다시 태어나는 게 다른 사람들이 열반에 이르도록 도와주기 위한 것이라 생각합니다. 각 종파 간의 상이점을 조화롭게 하고 싶은데, 어찌해야 하겠습니까?”
그러자 협존자가 이렇게 대답했다.
“불교 부파 간의 각기 다른 견해를 통일해야 할 것입니다. 설일체유부(說一切有部)에 속한 고승 500여 명을 선출해 이 사안에 대해 논의를 해보시지요.”
왕은 캐시미르 지방의 계곡 쿤달라바나에 위치한 환림사(環林寺)에서 종교회의를 열고 의장에 협존자를, 부의장에 마명존자를 임명해 제4차 결집(結集)을 거행한다. 이들은 불서의 필사본을 수집해 토론하는 일 뿐만 아니라 당시 20여 개로 분열돼있던 각 종파 사이의 상이점을 찾아 조화롭게 하고, 표준 교설을 세우는 작업도 진행했다. 이때 집대성된 문헌이 총 30만 송(頌) 660만 언(言)에 달하는 대주석서 〈아비달마대비바사론(阿毗達磨大毘婆沙論)〉이다. 또 4차 결집부터 ‘경전’은 산스크리트어로 공식화되고, 문자화됐다. 따라서 이 무렵부터 중국에 전해진 경전 역시 산스크리트어 경전이다.

## 결집
- 제1차 불전결집 - 석가모니 열반 직후, 마하가섭존자가 500명의 비구들과 칠엽굴에서 경전 편찬을 했다.

- 제2차 불전결집 - 기원전 3세기. 제2차 결집은 기원전 383년경에 이뤄졌다. 바이샬리 결집 또는 ‘700 결집’이라 부른다. 부처님이 열반에 든지 100년 정도의 세월이 흘렀을 때이다. 아난다의 제자 야사는 바이샬리의 브리족 출신 비구들이 계율에 위반되는 10가지 잘못을 범하고 있음을 알았다. 이에 700명의 비구가 바이샬리에 모여 10가지에 대해 논의를 했는데, 이것이 제2차 결집이다. 이때는 주로 율(律)에 대한 토의가 진지하게 진행됐다. 불멸 후 100년경 베살리(Vesālī) 지역의 승려가 돈을 받는 것을 계기로 율에 관한 분쟁이 일어났다. 상좌부 불교는 금은 등을 보시로 받는 행위 등 10가지 항목을 '불법(佛法)이 아니다'라고 주장한데 비해 대중부 불교는 '불법'이라고 주장하여 분열이 되었다. 상좌부에 불복한 대중부의 비구들이 모여 독자적인 결집을 열었다. 이 결집을 계기로 통일되어 있던 불교 교단은 분열하게 된다. 이전의 시대를 원시불교, 2차 결집 이후 분열된 불교를 부파불교라고 부른다.

- 제3차 불전결집 - 기원전 2세기, 아소카 대왕. 마가다국 수도 파탈리푸트라에서 목갈리풋타팃사의 주도로 1000명의 비구가 모여 결집을 했다.

- 제4차 불전결집 - 2세기, 카니슈카 대왕, 대승불교 최초의 결집이다. 협존자와 마명존자의 주도로 설일체유부 500명의 비구가 모여 결집을 했다. 상좌부 불교에서는 4차 결집을 인정하지 않는다.